# Fujitsu Toshiba IS12T
De Fujitsu Toshiba IS12T is een smartphone, ontworpen en uitgebracht door een joint-venture van Fujitsu en Toshiba. De telefoon maakt gebruik van het besturingssysteem Windows Phone 7.5. De IS12T werd aangekondigd op 26 juli 2011 waarbij de beschikbaarheidsdatum, 11 september 2011, bekendgemaakt werd. Het toestel is exclusief verkrijgbaar in Japan bij de telecomprovider KDDI.

## Buitenkant
De IS12T wordt bediend door middel van een capacitief touchscreen. Dit lcd-scherm heeft een schermdiagonaal van 3,7 inch en in staat om 16 miljoen kleuren weer te geven. De telefoon heeft een resolutie van 480 bij 800 pixels, de standaard voor elke Windows Phone 7-telefoon. Onder aan het scherm bevinden drie knoppen: een terugkeerknop, de thuisknop en een knop met de zoekfunctie. De smartphone heeft een dikte van 10,6 millimeter. De telefoon was het eerste toestel met een camera van 13,2 megapixels, maar beschikt niet over een camera aan de voorkant voor videobellen. De waterdichte smartphone is uitgebracht in drie kleuren: zwart, geel en roze.

## Binnenkant
De telefoon beschikt over een 1,0GHz-singlecore-processor van het type Snapdragon MSM8655 die geproduceerd is door chipmaker Qualcomm. Het heeft een werkgeheugen van 512 MB en een opslaggeheugen van 32 GB, wat niet uitgebreid kan worden. De telefoon heeft een 1000mAh-Li-ionbatterij.